# Symphurus elongatus
Symphurus elongatus е вид лъчеперка от семейство Cynoglossidae. Видът не е застрашен от изчезване.

## Разпространение и местообитание
Разпространен е в Гватемала, Еквадор, Колумбия, Коста Рика, Мексико, Никарагуа, Панама, Перу, Салвадор и Хондурас.
Среща се на дълбочина от 1 до 100 m, при температура на водата около 27,9 °C и соленост 36 ‰.

## Описание
На дължина достигат до 15,8 cm.